# قروتخوار
طایفه قروتخوار ، یکی از طوایف بزرگ سیستانی در استان سیستان و بلوچستان ایران است.

## شغل
مردم این طایفه شامل عشایر نیمه کوچنده که محل سکونتشان در حاشیه هامون و صابری از جنوبی‌ترین قسمت هامون (سنگل، sengol ) در نزدیکی سفید آبه تا کرانه‌های صابری و خاریکه به صورت فصلی یا بسته به شرایط علوفه دامهایشان ( که اغلب گاوداربوده‌اند) متغیر بوده‌است.

## سکونت
محل اصلی سکونت بخش عشایر این طایفه منطقه شند برنگ (shand_e_bareng ) و سرکال (sare kal )و شوررود بوده‌است که هنوز آثاری از آن در این منطقه به جا مانده‌است. بخشی از این طایفه نیز  با گذشت زمان روستا‌نشین شده‌اند و در روستاهای دادی، ده لطف‌الله، کوه خواجه و سامیه از روستاه‌های حاشیه هامون از بخش شیب آب ساکن بوده‌اند.از آنجایی که سکونت این قوم در حاشیه هامون و نیزارهای پیرامون آن بوده تا زنده بودن هامون و نیزارها  با سایر طوایف آمیخته نشدند. مردان این قوم  عمدتا با هیبت و قوی پنجه و در بیان تندگفتار بوده اند و زیر بیرق هیچ یک از خوانین سیستان نبوده اند، صلابت مردم این طایفه باعث شده بود بسیاری از طوایف دامدار سعی در قرابت با طایفه قروتخوار را داشته باشند تا در مواجهه با تهدیدها امنیت خود و علوفه دامهایشان تامین شود.مقاومت و عدم تمکین طایفه قروتخوار در برابر مامورین دولت و مالیات بگیران (گوگیر) بخصوص در مقابل حق علفچر در بین طوایف گاودار شهرت داشت.
پس از بروز خشکسالی‌های پی در پی در سیستان و از بین رفتن تالاب هامون این قوم مجبور به ترک مامن و ماوای خود شدند و اکثر آن‌ها در شمال ایران (ترکمن صحرا ) گلستان کنونی و زاهدان و شهر زابل و مشهد و کرج تهران مازندران ساکن شدند.

## شعر در وصف
| سیصد سوار موشکار |  | همه چتله نو قروتخوار |

در این بیت شاعر به حرفه سواران قروتخوار وچتله اشاره می‌کند و موشکار به معنای شکارچی بکار رفته‌است.
این بیت از آنجایی نشات می‌گیرد که مردان طایفه قروتخوار شکارچیان ماهر بوده اند.

## بزرگان طایفه
این طایفه همانند تمام اقوام سیستان از اجتماع منسجم برخوردار بوده‌است که حل مشکلات درون جامعه شان و همچنین  تعامل با دیگر طوایف با رویکردی کدخدامنشانه  مواجه بوده‌است, کدخدا علی کرم بیک (حدود سال‌های ۱۲۹۰ الی ۱۳۱۵ )که در سامیه ساکن بود و مشکلات هر دو بخش روستانشین و دامدار ساکن هامون را رفع و رجوع مینمود بخش دیگری از این طایفه در روستای دادی ساکن بودند با توجه به اینکه پراکندگی سکونت طایفه قروتخوار گسترده بود و در صورت بروز مشکل حضور به موقع کدخدا علی کرم بیک میسر نبود از این رو کدخدا عبدالله ملاحسین در قسمت حاشیه هامون ( بخش دامدار ) امور طایفه را مدیریت مینمود (۱۲۹۰ - ۱۳۳۰ )پس از آن کدخدا مزار مشهدی (۱۳۳۰-۱۳۸۵ ) و  کدخدا حبیب الله مشهدی قروتخوار این مسئولیت را برعهده داشت (۱۳۸۵_۱۳۹۸)و با توجه به جلسه انتصاب بزرگان و ریش سفیدان حاج مصطفی مشهدی قروتخوار در حال حاضر بزرگ طایفه قروتخوار منصوب شدند...

## تیره ها
طایفه قروتخوار دارای وابستگی نسبی درون فامیلی می‌باشند از این رو تفکیک تیره‌ها دشوار است ولی به‌طور کلی می‌توان به صورت زیر شرح داد:
تیره درویش کرمی: که شامل : کته گزی‌ها - صدیقی‌ها - منصوری‌ها - محمدزاده‌ها - مقدم‌ها و روزدل
تیره مد عیسی : عیسی زاده‌ها - اسدی‌ها - افشاری- جعفری - تاسا
تیره داوطلب ....
تیره اصغر جعفری شامل : ابراهیمی‌ها و ....
تیره کرم بیک و میرزاخان شامل. مشهدی. کرم بیکی. نوری
تیره میران شامل. اولیایی. کریمی. مرادی.
گروه. نامجو  و سرابندی
وقروتخوار گلزاری
.
.
.